# فيديريكو كورتيس
فيديريكو كورتيس (بالإسبانية: Federico Cortés) هو دراج أرجنتيني، ولد في 24 نوفمبر 1937 في سان سلفادور دي خوخوي في الأرجنتين.

## وصلات خارجية
- فيديريكو كورتيس على موقع أرشيف الدراجات (الإنجليزية)
- فيديريكو كورتيس على موقع أوليمبيديا (الإنجليزية)